# Centro das Indústrias de Feira de Santana

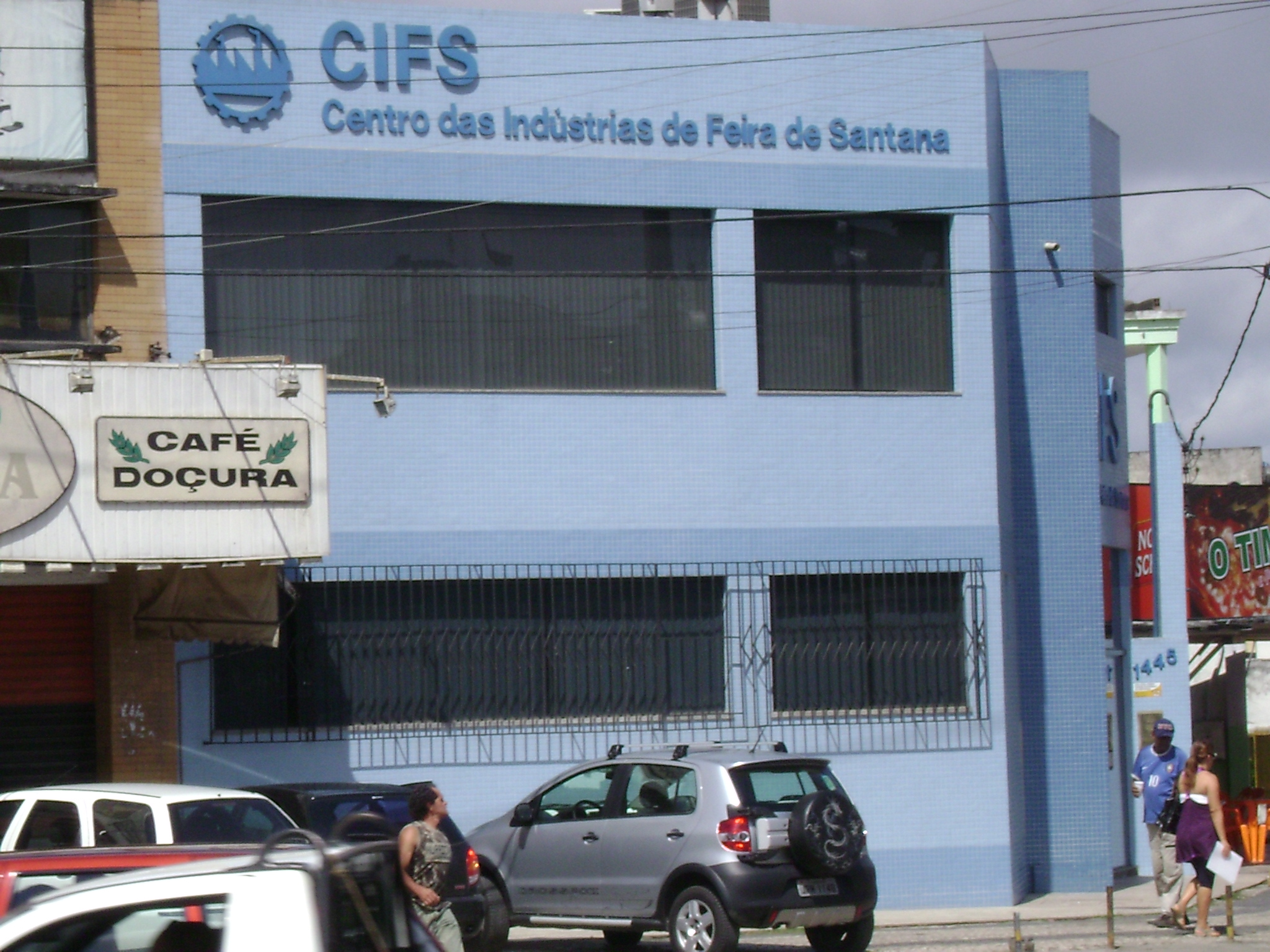
Fachada da sede do CIFS, na Avenida Maria Quitéria, nº 1445.

Centro das Indústrias de Feira de Santana (CIFS), fundado maio de 1965, é uma associação que representa as empresas do pólo industrial e logístico de Feira de Santana, Bahia

## História
Fundado em maio de 1965 com a missão de representar, integrar e desenvolver o pólo industrial e logístico de Feira de Santana, o CIFS partiu de uma iniciativa do então prefeito Joselito Falcão de Amorim para promover a criação de um polo industrial em Feira de Santana.. Teve como seu primeiro presidente o Sr. Manoel da Costa Falcão.
Em 18 de julho de 1967 o CIFS foi reconhecido de utilidade pública pela lei municipal Lei Nº 539 / 1967 na gestao do prefeito João Durval Carneiro. 
Em 1994, chegou à Feira de Santana a Cervejaria Kaiser, logo incorporada ao CIFS, e que significou um crescimento na arrecadação do Imposto de Circulação de Mercadorias e Serviços (ICMS) da cidade.
Segundo o censo empresarial, existem 4.292 estabelecimentos na cidade, sendo 81,4% deles de varejo e 18,6% de atacado, gerando 23.207 empregos diretos e mais de 75 mil indiretos. No ano de 2004 foram arrecadados R$ 119,1 milhões de ICMS, representando 55,40% do total da arrecadação do município.